# Ciney (stad)
Ciney (Waals: Cînè) is een stad en gemeente in de provincie Namen in België. De stad telt ruim 17.000 inwoners. Ciney ligt op een hoogte van 286 meter.
Ciney is de hoofdplaats van de Condroz en is ook bekend door het gelijknamige bier, dat er voor het eerst gebrouwen werd.

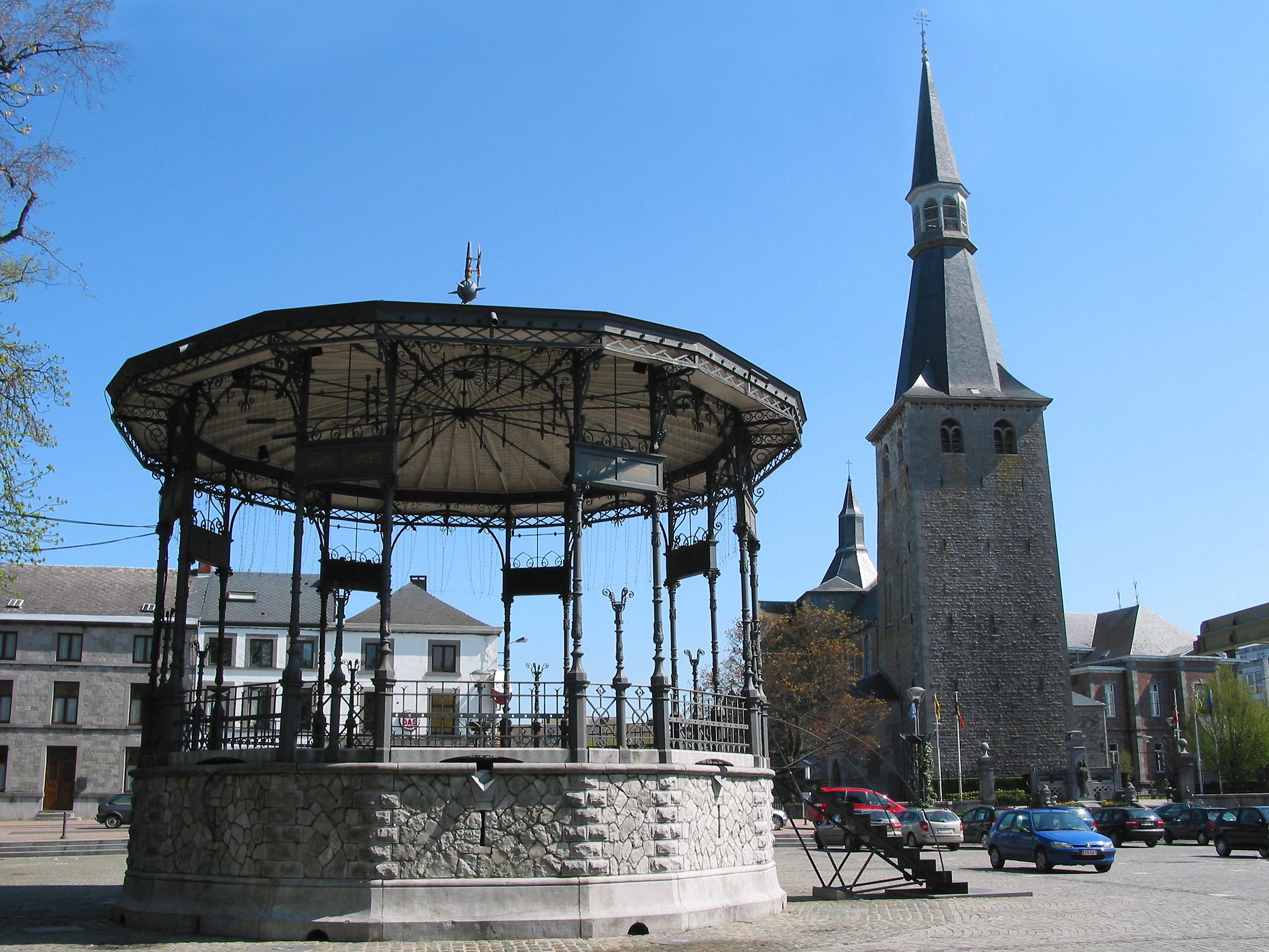
De kerktoren en muziekkiosk aan het marktplein van Ciney

## Geschiedenis
Ciney was een van de 23 Goede Steden van het prinsbisdom Luik. Op 26 augustus 2006 vierde Ciney haar duizendjarig bestaan.
Op 14 juli 2010 werd Ciney getroffen door een zwaar onweer. De torenspits van de Sint-Niklaaskerk stortte in en ruim 180 woningen geraakten beschadigd. Ook zaten ongeveer 2.000 gezinnen een tijdlang zonder stroom.

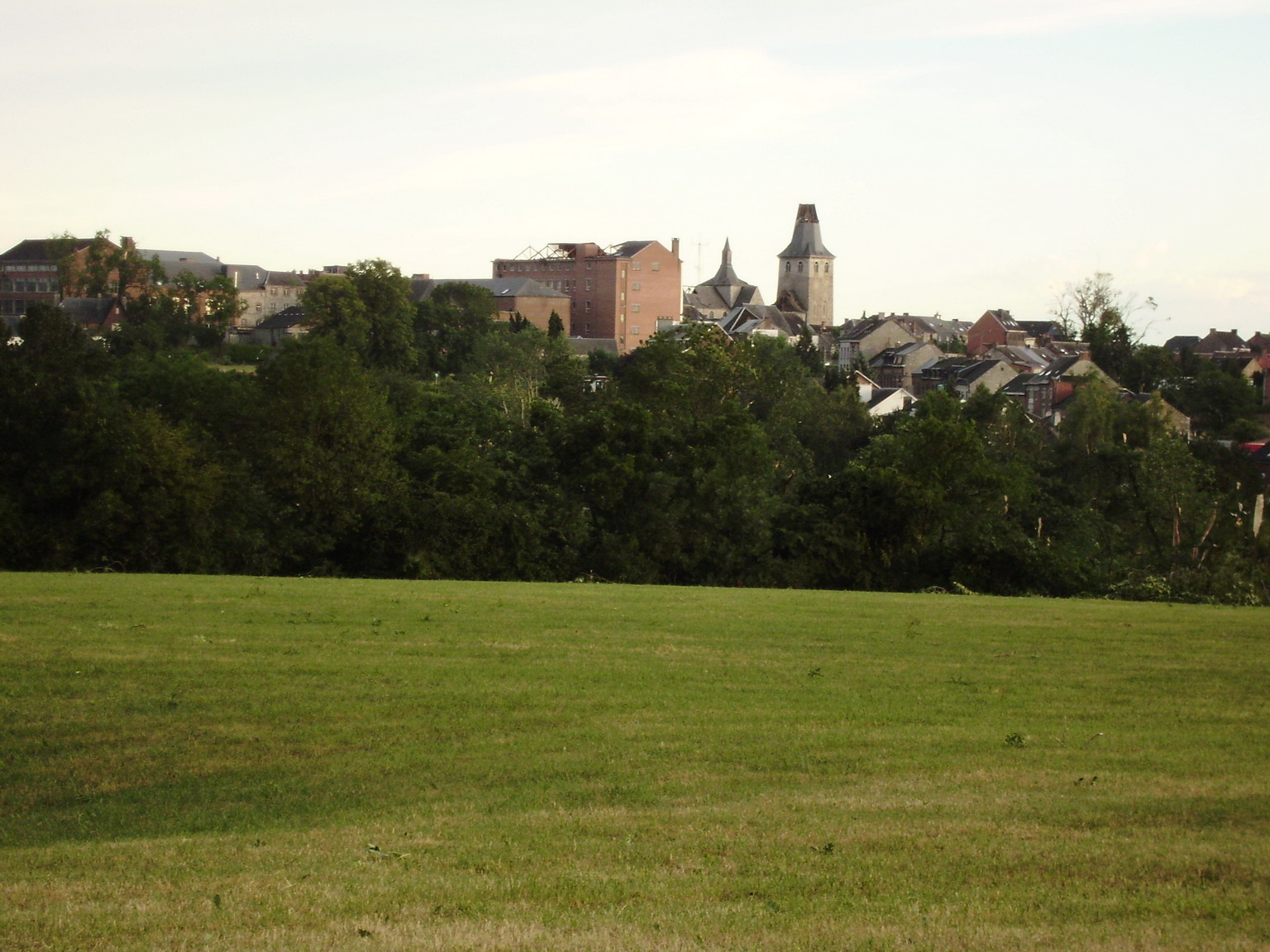
Zicht op de hoofdkerk en de lagere school na het onweer
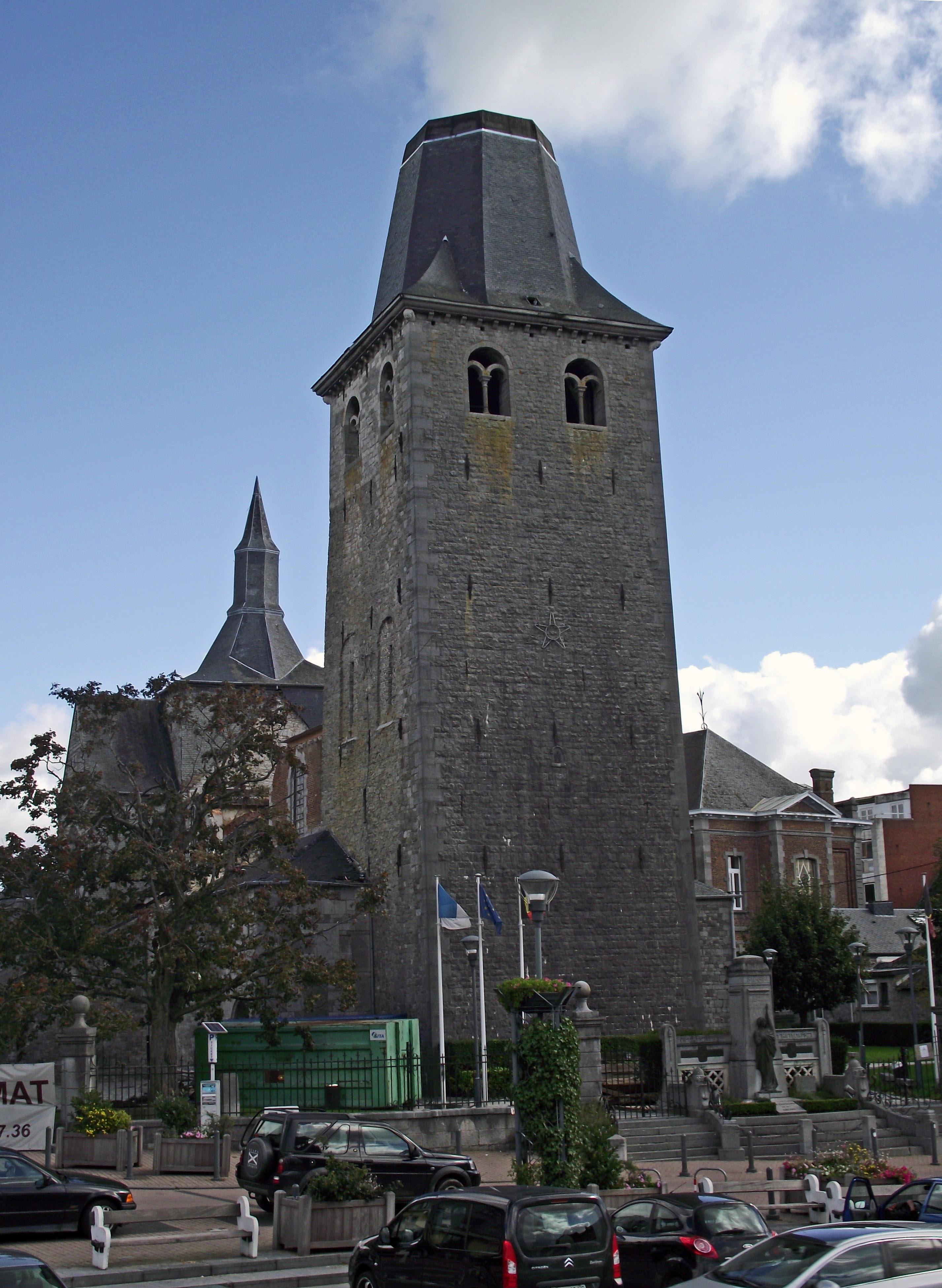
Kerktoren is deels ingestort na de storm. Ook de rest van het dak is beschadigd en men is bezig met herstelwerkzaamheden.

## Kernen

### Deelgemeenten
| # | Naam        | Opp. (km²) | Inwoners (2020) | Inwoners per km² | NIS-code |
| - | ----------- | ---------- | --------------- | ---------------- | -------- |
| 1 | Ciney       | 28,82      | 8.757           | 304              | 91030A   |
| 2 | Pessoux     | 16,57      | 744             | 45               | 91030B   |
| 3 | Serinchamps | 24,97      | 1.574           | 63               | 91030C   |
| 4 | Leignon     | 16,40      | 2.238           | 136              | 91030D   |
| 5 | Chevetogne  | 13,25      | 599             | 45               | 91030E   |
| 6 | Conneux     | 15,63      | 296             | 19               | 91030F   |
| 7 | Achêne      | 10,27      | 1.097           | 107              | 91030G   |
| 8 | Sovet       | 13,11      | 727             | 55               | 91030H   |
| 9 | Braibant    | 8,87       | 674             | 76               | 91030J   |

### Overige kernen
Naast deze deelgemeenten liggen op het grondgebied nog verscheidene gehuchten zoals Biron in Ciney, Halloy in Braibant, Ronvaux en Enhet in Chevetogne, Conjoux en Reux in Conneux, Chapois, Ychippe, Corbion in Leignon. In Serinchamps liggen Haid en Haversin. Haversin, gelegen aan de spoorweg, is er de grootste kern in de deelgemeente. In Achêne ligt onder meer het gehucht Fays, en ook een nieuwe nijverheidszone. In Sovet liggen ten noorden van het riviertje de Bocq nog de gehuchtjes Senenne, Reuleau en Vincon.

## Demografische ontwikkeling

### Demografische evolutie voor de fusie
- Bron:NIS - Opm:1831 t/m 1970=volkstellingen; 1976=inwoneraantal op 31 december

### Demografische ontwikkeling van de fusiegemeente
Alle historische gegevens hebben betrekking op de huidige gemeente, inclusief deelgemeenten, zoals ontstaan na de fusie van 1 januari 1977.
- Bronnen:NIS, Opm:1831 tot en met 1981=volkstellingen; 1990 en later= inwonertal op 1 januari

| Inwoners van jaar tot jaar op 1 januari 1992 tot heden | Inwoners van jaar tot jaar op 1 januari 1992 tot heden | Inwoners van jaar tot jaar op 1 januari 1992 tot heden |
| jaar                                                   | Aantal                                                 | Evolutie: 1992=index 100                               |
| ------------------------------------------------------ | ------------------------------------------------------ | ------------------------------------------------------ |
| 1992                                                   | 14.031                                                 | 100,0                                                  |
| 1993                                                   | 14.122                                                 | 100,6                                                  |
| 1994                                                   | 14.065                                                 | 100,2                                                  |
| 1995                                                   | 14.172                                                 | 101,0                                                  |
| 1996                                                   | 14.296                                                 | 101,9                                                  |
| 1997                                                   | 14.331                                                 | 102,1                                                  |
| 1998                                                   | 14.424                                                 | 102,8                                                  |
| 1999                                                   | 14.555                                                 | 103,7                                                  |
| 2000                                                   | 14.452                                                 | 103,0                                                  |
| 2001                                                   | 14.562                                                 | 103,8                                                  |
| 2002                                                   | 14.689                                                 | 104,7                                                  |
| 2003                                                   | 14.738                                                 | 105,0                                                  |
| 2004                                                   | 14.769                                                 | 105,3                                                  |
| 2005                                                   | 14.817                                                 | 105,6                                                  |
| 2006                                                   | 14.958                                                 | 106,6                                                  |
| 2007                                                   | 15.078                                                 | 107,5                                                  |
| 2008                                                   | 15.314                                                 | 109,1                                                  |
| 2009                                                   | 15.508                                                 | 110,5                                                  |
| 2010                                                   | 15.502                                                 | 110,5                                                  |
| 2011                                                   | 15.712                                                 | 112,0                                                  |
| 2012                                                   | 15.661                                                 | 111,6                                                  |
| 2013                                                   | 15.852                                                 | 113,0                                                  |
| 2014                                                   | 15.949                                                 | 113,7                                                  |
| 2015                                                   | 16.154                                                 | 115,1                                                  |
| 2016                                                   | 16.323                                                 | 116,3                                                  |
| 2017                                                   | 16.360                                                 | 116,6                                                  |
| 2018                                                   | 16.439                                                 | 117,2                                                  |
| 2019                                                   | 16.580                                                 | 118,2                                                  |
| 2020                                                   | 16.706                                                 | 119,1                                                  |
| 2021                                                   | 16.822                                                 | 119,9                                                  |
| 2022                                                   | 17.007                                                 | 121,2                                                  |
| 2023                                                   | 17.103                                                 | 121,9                                                  |
| 2024                                                   | 17.183                                                 | 122,5                                                  |
| 2025                                                   | 17.220                                                 | 122,7                                                  |

## Bezienswaardigheden
- Ciney is bekend om zijn veemarkt
- De Collégiale is voormalige kapittelkerk met een imposante romaanse toren.
- In de deelgemeente Chevetogne bevindt zich het klooster van Chevetogne
- In het dorpje Conjoux bevinden zich:
  - Grotten van Conjoux, een Mariabedevaartsoord, bestaande uit achttien aangelegde grotten in de vorm van een rozenkrans
  - Linde van Conjoux, een van de oudste, dikste en grootste lindebomen van België

## Politiek

### Resultaten gemeenteraadsverkiezingen sinds 1976
| Partij               | Partij                                               | 10-10-1976 | 10-10-1976 | 10-10-1982 | 10-10-1982 | 9-10-1988 | 9-10-1988 | 9-10-1994 | 9-10-1994 | 8-10-2000 | 8-10-2000 | 8-10-2006 | 8-10-2006 | 14-10-2012 | 14-10-2012 | 14-10-2018 | 14-10-2018 | 13-10-2024 | 13-10-2024 |
| Stemmen / Zetels     | Stemmen / Zetels                                     | %          | (**)       | %          | 23         | %         | 23        | %         | 23        | %         | 23        | %         | 23        | %          | 25         | %          | 25         | %          | 25         |
| -------------------- | ---------------------------------------------------- | ---------- | ---------- | ---------- | ---------- | --------- | --------- | --------- | --------- | --------- | --------- | --------- | --------- | ---------- | ---------- | ---------- | ---------- | ---------- | ---------- |
|                      | ICI                                                  | -          |            | -          |            | -         |           | -         |           | -         |           | -         |           | -          |            | 53,92      | 15         | 47,67      | 13         |
|                      | ECOLO1 / MERCI !2                                    | -          |            | -          |            | -         |           | 7,831     | 1         | 11,361    | 2         | 10,841    | 2         | 11,591     | 2          | 15,181     | 3          | 7,062      | 1          |
|                      | NC1 / IC2 / U.C.B / PSC 3 / ALTERN4 / CDH5 / C.VOUS6 | 38,781     | 9          | 20,282     | 4          | 56,38B    | 13        | 35,723    | 9         | 28,734    | 7         | 25,075    | 6         | 19,515     | 5          | -          |            | 24,006     | 6          |
|                      | UC76A / U.C.1 / HORIZ2 / UNION3 / ACTION4 / C CLAIR5 | 61,22A     | 1          | 43,31      | 11         | 56,38B    | 13        | 31,262    | 7         | 35,851    | 9         | 31,561    | 8         | 46,673     | 13         | 28,804     | 7          | 19,155     | 5          |
|                      | UC76A / MN1 / P.B.E.2 / L.D.B.3                      | 61,22A     | 1          | 35,661     | 8          | 43,622    | 10        | 25,192    | 6         | 24,052    | 5         | 30,042    | 7         | 22,223     | 5          | -          |            | -          |            |
| Anderen(*)           | Anderen(*)                                           | -          |            | 0,76       | 0          | -         |           | -         |           | -         |           | 2,49      | 0         | -          |            | 2,10       | 0          | 2,12       | 0          |
| Totaal stemmen       | Totaal stemmen                                       | 8644       | 8644       | 9168       | 9168       | 9567      | 9567      | 9807      | 9807      | 10023     | 10023     | 10485     | 10485     | 10682      | 10682      | 11594      | 11594      | 11636      | 11636      |
| Opkomst %            | Opkomst %                                            |            |            |            |            | 94,51     | 94,51     | 93,09     | 93,09     | 90,85     | 90,85     | 91,42     | 91,42     | 87,49      | 87,49      | 89,88      | 89,88      | 86,76      | 86,76      |
| Blanco en ongeldig % | Blanco en ongeldig %                                 | 2,01       | 2,01       | 4,88       | 4,88       | 5,21      | 5,21      | 6,13      | 6,13      | 8,5       | 8,5       | 6,14      | 6,14      | 6,25       | 6,25       | 4,73       | 4,73       | 6,02       | 6,02       |

(*) 1982: UDRT (0,76%) / 2006: Cineyrgie (5,78%) / 2018: CLE (2,10%) / 2024: Agora Ciney (2,12%)
De meerderheid wordt vet aangegeven. De grootste partij is in kleur.
(**) De zetelverdeling voor dit jaar ontbreekt of is onvolledig op de verkiezingsdatabase.

## Aangrenzende gemeenten
| Aangrenzende gemeenten | Aangrenzende gemeenten | Aangrenzende gemeenten | Aangrenzende gemeenten | Aangrenzende gemeenten  |
| ---------------------- | ---------------------- | ---------------------- | ---------------------- | ----------------------- |
| Assesse Yvoir          |                        | Hamois                 |                        |                         |
|                        |                        |                        |                        |                         |
| Dinant                 | Somme-Leuze            |                        |                        |                         |
|                        |                        |                        |                        |                         |
| Houyet                 |                        | Rochefort              |                        | Marche-en-Famenne (Lux) |